# Perinthos
Perinthos, Perynt, gr. Πέρινθος, późniejsza Herakleia (Ἡράκλεια) – starożytne miasto, kolonia Samos na europejskim wybrzeżu Propontydy. Powstało pod koniec VII lub w VI w. p.n.e. (według bizantyjskiego historiografa z przełomu VIII i IX w., Jerzego Synkellosa, założone około 599 r. p.n.e). Było członkiem Związku Ateńskiego.
Po reformach terytorialnych przeprowadzonych przez Dioklecjana pod koniec III wieku n.e. nosiło nazwę Heraklea lub Herakleia (Ἡράκλεια), czasem również w wersji Heraklea Tracka lub Heraklea-Perinthos dla odróżnienia od innych miast o tej nazwie. Zostało stolicą jednej nowych prowincji, na które podzielono dotychczasową Trację, Europy. Było ważnym punktem przy Via Egnatia. Na początku IV wieku n.e. było znacznie ważniejszym ośrodkiem od Bizancjum, siedzibą metropolity, któremu podporządkowany był biskup Bizancjum.
Pozostałości elementów architektury znajdują się w obrębie tureckiego miasta Marmara Ereğlisi.